# Зона низького тиску
Зона низького тиску — це область, де атмосферний тиск нижчий, ніж у навколишньому середовищі. Вона є протилежністю області високого тиску. Області низького тиску зазвичай асоціюються з несприятливою погодою (наприклад, хмарно, вітряно, з можливим дощем або штормом).  

## Опис
Повітря в зоні низького тиску піднімається, вітри, що рухаються до центральної частини, обертаються проти годинникової стрілки  у північній півкулі та за годинниковою стрілкою в південній півкулі через протилежні сили Коріоліса. Системи низького тиску утворюються під областями дивергенції вітру, які виникають у верхніх шарах атмосфери (на висоті). Процес формування області низького тиску відомий як циклогенез.
Температурні мінімуми утворюються через локальне нагрівання сонячним промінням окремих зон, через це тепліше повітря піднімається, що знижує атмосферний тиск поблизу цієї частини поверхні Землі. Масштабні температурні мінімуми над континентами сприяють циркуляції циклонів. Тропічні циклони можуть утворюватися протягом будь-якого місяця року в усьому світі, але можуть відбуватися як у північній, так і в південній півкулі протягом грудня.
Атмосферний підйом також зазвичай створює високу хмарність через адіабатичне охолодження, через під'їм волого повітря до верху.  Це пом’якшує екстремальні денні температури. Оскільки хмари відбивають сонячне світло, вхідна короткохвильова сонячна радіація зменшується, що спричиняє зниженню температури протягом дня. Вночі хмари поглинають вихідне довгохвильове випромінювання, таке як теплова енергія від поверхні, що дозволяє створити тепліші нічні мінімуми в усі пори року.
Чим сильніша область низького тиску, тим сильніші вітри в її околицях. Зона постійного низького тиску спостерігається в районі екватора та помірних широт. Локально у світі є декілька ареалів з постійним станом низького тиску, наприклад, на підвітряній частині Гімалаїв (район Черрапунджі) та Скелястих гір,  на Британських островах. На материках та над океанами формуються великі зони високого тиску, які мають великий вплив на регіональному рівні: Ісландський мінімум, Полярна депресія,  Алеутський мінімум. 

## Див.також
- Зона високого тиску
- Антициклон